# 이선진
이선진(李宣縉, 1974년 7월 18일 ~ )은 대한민국의 배우와 모델이다.

## 학력
- (현)대구관광고등학교
- 경희대학교 연극영화과, 의류디자인학과 학사
- 한양대학교대학원 광고홍보학 석사
- 건국대학교대학원 의류디자인학 박사과정

## 경력
- 1995년 SBS 슈퍼모델 선발대회 참가
- 1996년 ~ 1999년 패션쇼 SFAA, SIFAC, 샤넬, 에스까다 모델
- 1998년 ~ 1999년 일본 나가사키 컬렉션 모델
- 2010년 1월 미디어엔터테인먼트교육원 패션모델학과 주임교수
- 2015년 7월 현재 서울종합예술실용학교 패션모델계열 학부장 교수

## 출연작

### 드라마
- 1997년 : SBS 《모델》
- 2000년 : SBS 《좋아 좋아》
- 2001년 : SBS 《골뱅이》
- 2003년 : KBS 《드라마시티 - 쥐덫》
- 2004년 : EBS 《네 손톱 끝에 빛이 남아 있어》
- 2005년 : SBS 《다이아몬드의 눈물》
- 2006년 : SBS 《돌아와요 순애씨》
- 2006년 : KBS 《무기여 잘 있거라》
- 2007년 : SBS 《불량 커플》 - 조윤희 역
- 2008년 : KBS 《연애결혼》
- 2009년 : MBC 《멈출 수 없어》 - 윤종희 역
- 2012년 : JTBC 《무자식 상팔자》 - 옷가게 손님 역(카메오)
- 2013년 : OCN 《특수사건 전담반 TEN 2》 - 신영근의 동료교수 역 (특별출연)
- 2014년 : TV조선 《파랑새는 있다》 - 수연 역
- 2014년 : MBC 《호텔킹》 - 황 과장 역
- 2014년 : 웹드라마 《최고의 미래》 - 최강자 역
- 2014년 : 웹드라마 《미스 하이에나》 - 이현주 차장 역
- 2018년 : SBS 《키스 먼저 할까요》
- 2019년 : MBC 《이몽》  - 이소민 역
- 2021년 : 채널A 《쇼윈도: 여왕의 집》  - 박예랑 역

### 영화
- 2003년 그 집 앞
- 2004년 내 머리 속의 지우개
- 2005년 네 손톱 끝에 빛이 남아 있어
- 2008년 나의 피투성이 연인
- 2008년 러브 하우스
- 2010년 두 여자
- 2011년 퍼펙트 게임
- 2013년 결혼의 기원
- 2015년 굿바이 그리고 헬로우
- 2021년 이번엔 잘 되겠지

### 광고
- 1996년 롯데칠성음료 제로타임
- 1996년 하이트맥주 라이브생
- 1999년 한국 피자헛 (송선미와 함께 출연)
- 2000년 한국P&G 비달 사순
- 2003년 신영와코루 비너스 누디브라 (변정민, 이영진, 오승현, 송선미와 함께 출연)
- 2009년 LS네트웍스 프로스펙스W
- 2010년 LS네트웍스 프로스펙스W

### 텔레비전 프로그램
- 1996년 TV는 사랑을 싣고 (KBS1)
- 1999년 휴먼TV 앗! 나의 실수 (MBC)
- 2000년 쇼! 행운의 신용카드 (KBS1)
- 2000년 도전 1000곡 (SBS)
- 2003년 12월 7일 MBC 브레인 서바이버 제57회 우승